# Yungay (kommun i Chile)
Yungay är en kommun i Chile.   Den ligger i provinsen Diguillín och regionen Ñuble, i den södra delen av landet, 400 km söder om huvudstaden Santiago de Chile.
Trakten runt Yungay består till största delen av jordbruksmark. Runt Yungay är det ganska glesbefolkat, med 42 invånare per kvadratkilometer.